# Torre del Greco
Torre del Greco község (comune) Olaszország Campania régiójában, Nápoly megyében.

## Fekvése
Nápolytól délkeletre a Vezúv és a Nápolyi-öböl partja között fekszik. Határai: Ercolano, Torre Annunziata, Trecase, Boscotrecase és Ottaviano.

## Története
A rómaiak idejében Herculaneum egyik gazdag külvárosa volt, amely a Vezúv 79-es kitörésekor elpusztult. A Nyugatrómai Birodalom bukása után két bizánci település Sora és Calastro alakult ki ezen a területen. Ezeket Flavius Belisarius alapította, azon célból, hogy benépesítse Nápolyt és környékét egy korábbi fosztogató hadjárat pusztításai után. 
Nevét először a 11. században említik Turris Octava néven, majd egy évszázaddal később már hozzátették az alias del Greco megnevezést is. Nevét valószínűleg egy római őrtorony után kapta, amely a mai Bárói Kastély helyén állt és amelynek fontos szerepe volt a Capri szigetével való kommunikációban, egyes vélemények szerint Caius Octavianus Caesar Augustus császár egyik villájának tornya volt. Ismét mások szerint neve középkori eredetű, s azokról a tornyoktól kapta, amelyeket II. Frigyes építtetett a part védelmére, a kalóz szaracénok elleni védelmül. A Greco megnevezést valószínűleg az itt termelt greco di tufo borfajta után kapta.
Az évszázadok során a többször is elpusztították, kifosztották úgy a barbárok, mint a Vezúv kitörései. Címerében kis latin mondat van: „Post fata resurgo”, azaz a sorscsapások után ismét felemelkedem. Ez emlékeztet arra, hogy a Vezúv kitörése háromszor (1631-ben, 1749-ben és 1861-ben) pusztította el, mégis felépült romjaiból. Az 1400-as évektől kezdődően a Nápolyi Királyság egyik fontos katonai támaszpontja lett. A 17–18. században számos nemesi család épített vidéki palotát ezen a vidéken, miután a nápolyi királyi család új nyári rezidenciáját a közeli Porticiben építette fel.  A település 1809-ben vált önállóvá és a Nápolyi Királyság harmadik legnagyobb települése lett Nápoly és Foggia után.

## Népessége
A népesség számának alakulása:

## Főbb látnivalói
- Régészeti leletek – a Vezúv 79-es kitörése során elpusztított római villák közül 1974-ben kiásták a Villa Sora(wd) romjait, amely valószínűleg a gens Flavia tulajdona volt.
- Zoccolanti kolostor – a 16. században épült. Nevezetessége a kolostorban található 28 freskó, amely Assisi Szent Ferenc életének jeleneteit ábrázolja.
- Santa Croce-templom(wd) – harangtornyát két emeletnyi magasan betemette a Vezúv 1794-es kitörésének lávaárja.

## Gazdasága
Torre del Greco elsősorban korall- és gyöngyhalászatáról ismert, amely a 17. századtól kezdve gazdasági életének vezető ágazata. Virágkorában több mint 214 halászhajó állt a gyöngyhalászok rendelkezésére. Ma már nincsenek korallhalászok, mert a kézműiparhoz szükséges nyers korallt inkább a Távol-Keletről importálják. A halászatnak köszönhetően napjainkban is jelentős gazdasági részesedéssel bír a hajógyártás. 1825-ben alakult meg a Banca di Credito Popolare di Torre del Greco, amely évtizedeken át[mikor?] az egyik legnagyobb olaszországi bank volt, országszerte több mint 50 fiókkal.

## Testvérvárosok
- Montesarchio, Olaszország